# Дусін
Дусін (пол. Dusin, нім. Düssin) — село в Польщі, у гміні Камень-Поморський Каменського повіту Західнопоморського воєводства.
Населення — 124 особи (2011).
У 1975-1998 роках село належало до Щецинського воєводства.

## Демографія
Демографічна структура станом на 31 березня 2011 року:
|          | Загалом | Допрацездатний вік | Працездатний вік | Постпрацездатний вік |
| -------- | ------- | ------------------ | ---------------- | -------------------- |
| Чоловіки | 62      | 5                  | 50               | 7                    |
| Жінки    | 62      | 12                 | 34               | 16                   |
| Разом    | 124     | 17                 | 84               | 23                   |